# Dincolo
Dincolo este un film românesc din 2000 regizat de Hanno Höfer. Rolurile principale au fost interpretate de actorii Constantin Opriță, Coca Bloos, Ildiko Zamfirescu.

## Distribuție
Distribuția filmului este alcătuită din:
- Ildiko Zamfirescu
- Coca Bloos
- Constantin Opriță